# حادثة توكايمورا النووية

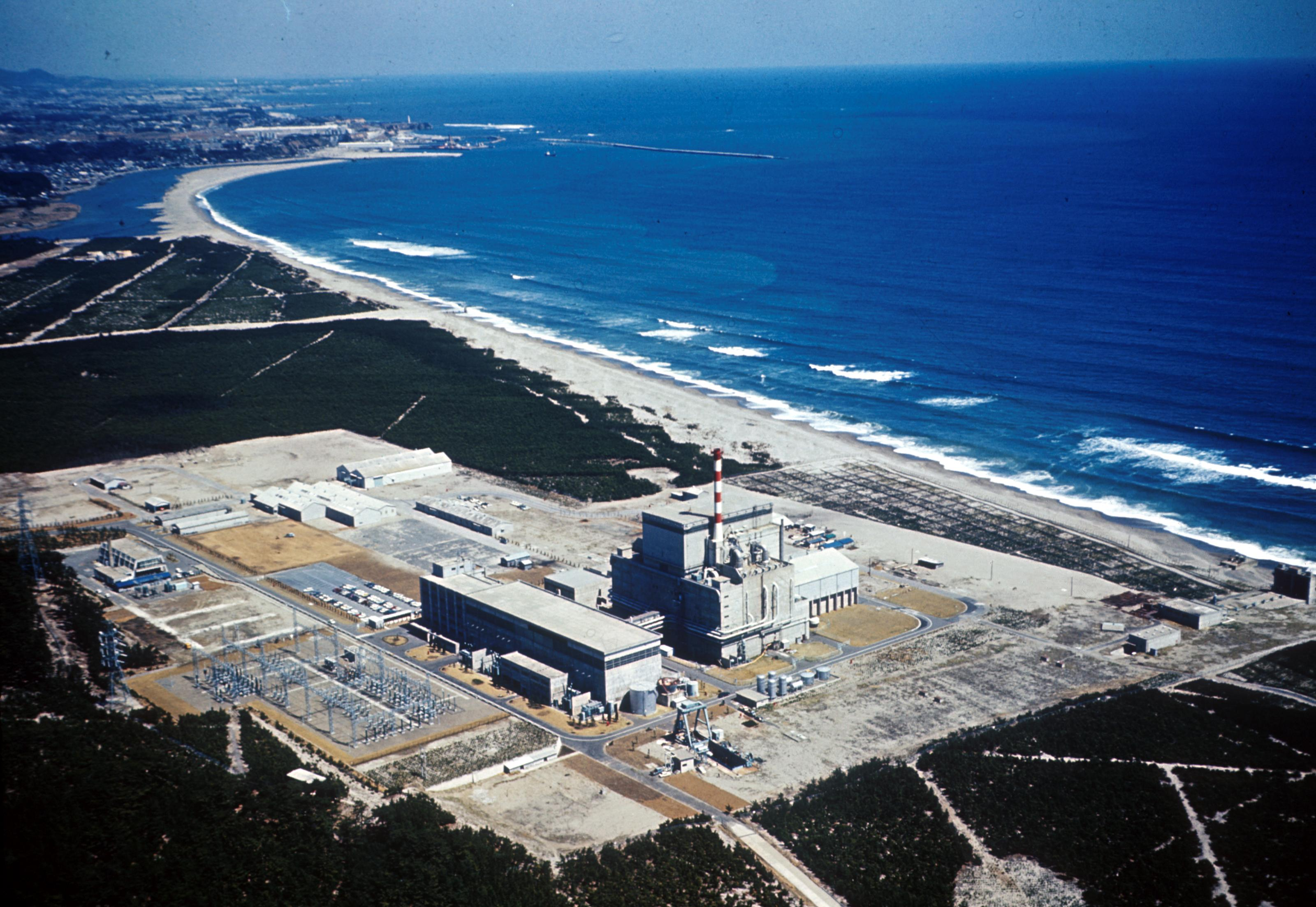

حادثة توكايمورا النووية تعد أحد أسوأ الحوادث النووية في تاريخ اليابان من بعد حادثة فوكوشيما، وقعت في 30 سبتمبر عام 1999 وذلك في أحد مراكز معالجة اليورانيوم ببلدة توكايمورا والتي تقع شمال العاصمة طوكيو وذلك حينما تسربت اشعاعات نتجت عن فقدان السيطرة على بعض التفاعلات المتوالية من طرف ثلاثة من العمال غير المدربين جيدا مما أسفر عن مقتل عاملين واجلاء الآلاف من سكان المناطق القريبة.